# 胡忠厚
胡忠厚（1931年1月20日—1995年）是越南共和國軍隊空降兵將領，准將軍銜。會說流利的英語和法語。
胡忠厚出生於1931年1月20日（一說2月1日）。
1975年4月30日後，胡忠厚向北越投降，並于1988年2月11日獲釋。1995年，胡忠厚在胡志明市去世，享年64歲。六個月後，他的妻子和子女們被美國政府保釋出境，定居在加利福尼亚州北部。